# Жиловський Віктор Дмитрович
Віктор Дмитрович Жиловський (нар. 5 квітня 1931, місто Запоріжжя — 31 березня 2014, місто Запоріжжя) — український радянський діяч, передовик виробництва в кольоровій металургії, Герой Соціалістичної Праці (29.12.1973), почесний громадянин Запоріжжя. Депутат Верховної Ради СРСР 10—11-го скликань.

## Біографія
Народився в робітничій родині. У 1947 році закінчив ремісниче училище № 9 у Запоріжжі.
У 1947—1951 роках працював слюсарем Запорізького заводу феросплавів.
У 1951—1955 роках служив в Радянській армії: в Центральній групі військ на території Австрії.
З жовтня 1955 року працював слюсарем, з 1957 року — вакуумником-апаратником, з 1970 року — пічовим, з 1973 року — старшим пічовим на Дніпровському (Запорізькому) титаномагнієвому заводі (комбінаті), досяг значних успіхів у виконанні й перевиконанні виробничих планів. Член КПРС з 1973 року.
Без відриву від виробництва закінчив вечірню середню школу та заводську школу майстрів.
У 1982—1987 роках — член президії Укрпрофради. Був делегатом XXV з'їзду Компартії України.
З 1994 року — на пенсії у місті Запоріжжі.

## Нагороди та відзнаки
- Герой Соціалістичної Праці (29.12.1973)
- орден Леніна (29.12.1973)
- орден «Знак Пошани» (20.05.1966)
- орден Дружби народів (19.02.1986)
- медаль «За добесну працю. В ознаменування 100-річчя з дня народження Володимира Ілліча Леніна»
- медалі
- Лауреат Державної премії СРСР (1976)
- Почесний металург СРСР (1967)
- Заслужений наставник молоді Української РСР (1980)
- Почесний громадянин Запоріжжя (звання присвоєно рішенням Запорізької міської ради № 3 від 24 вересня 1987 року)[1].